# Ягужинский, Павел Иванович
Граф (с 1731) Па́вел Ива́нович Ягужи́нский (Ягуши́нский) (1683, Великое Княжество Литовское — 6 (17) апреля 1736, Санкт-Петербург) — русский государственный деятель, дипломат, сподвижник Петра I, камергер (1712), обер-шталмейстер (1727), генерал-аншеф (1727), первый в русской истории генерал-прокурор (1722—1726, 1730—1735). 

## Происхождение
Сын органиста Ягужинского, выходца из Литвы. Вероятно, происходит из местечка Кубличи Полоцкого воеводства Великого княжества Литовского (ныне — Ушачский район, Витебской области, Республика Беларусь). В 1687 году вместе с семьёй отца приезжает в Россию.
Благодаря сметливости и исполнительности отлично зарекомендовал себя на службе у Ф. А. Головина (в качестве пажа, потом камер-пажа). В 1701 году был зачислен в гвардию, в Преображенский полк, став денщиком Петра I вместо Меншикова. Из лютеранской веры перешёл в православную.

## Дипломатические поручения Петра I
В 1710 году — капитан Преображенского полка. Женился на Анне Фёдоровне Хитрово и получил за ней большое приданое, включавшее среди прочего село Авчурино (усадьба) и село Сергеевское (ныне г. Плавск). Ещё раньше (9 июля 1706) получил от Петра I в вечное владение остров на реке Яуза близ Немецкой слободы.
Во время Северной войны Ягужинский регулярно исполнял дипломатические поручения Петра, в 1713 ездил с ним за границу. В 1711 году участвовал в Прутском походе. В том же году сопровождал Петра в Карлсбад и Торгау на свадьбу царевича Алексея. В июне 1711 года получил чин полковника, 3 августа 1711 года — генерал-адъютанта. 19 февраля 1712 года вторым в русской истории (после С. Г. Нарышкина) был пожалован чином камергера.
Ягужинский — один из немногих, кто присутствовал на бракосочетании царя с Мартой Скавронской. В ноябре 1713 года послан к копенгагенскому двору с извещением о прибытии Петра I с войском в герцогство Мекленбург. В 1714 году вновь приехал в Данию для того, чтобы вместе с резидентом В. Л. Долгоруковым понуждать датскую корону к исполнению союзных обязательств.
После учреждения в 1718 году коллегий на Ягужинского возложено наблюдение за «скорейшим устройством президентами своих коллегий». Через год принимал участие в Аландском конгрессе, затем в 1720—21 годах представлял интересы России при венском дворе императора Священной Римской империи, где приискал для царя труппу комедиантов.
Ягужинский выехал для участия в работе Ништадтского конгресса 24 августа 1721 года, но по просьбе его соперника Остермана выборгский комендант И. М. Шувалов на целых два дня задержал его в Выборге, и когда Павел Ягужинский приехал в Ништадт, то мир уже был заключён.

## Устройство ассамблей и развод с женой
В молодости Ягужинский имел репутацию «весёлого собеседника, весельчака и неутомимого танцора», а также «царя всех балов», который зорко следил за посещением ассамблей и составлял для царя списки отсутствовавших придворных. Ни одна ассамблея, в бытность Ягужинского в России, не обходилась без его присутствия, и если, подвыпив, он пускался плясать, то плясал до упаду. Любя веселую, праздничную жизнь, Ягужинский вёл её на широкую ногу, тратясь на обстановку, на слуг, выезды и т. п. Петр Великий, нуждаясь в роскошных каретах для торжественных приёмов, не раз временно брал их у Ягужинского. «Заведя обязательные ассамблеи, надзор за ними Пётр возложил на Ягужинского, и он и в этой должности проявил то же рвение, старательность и быстроту, с которой выполнял все приказания своего государя». 

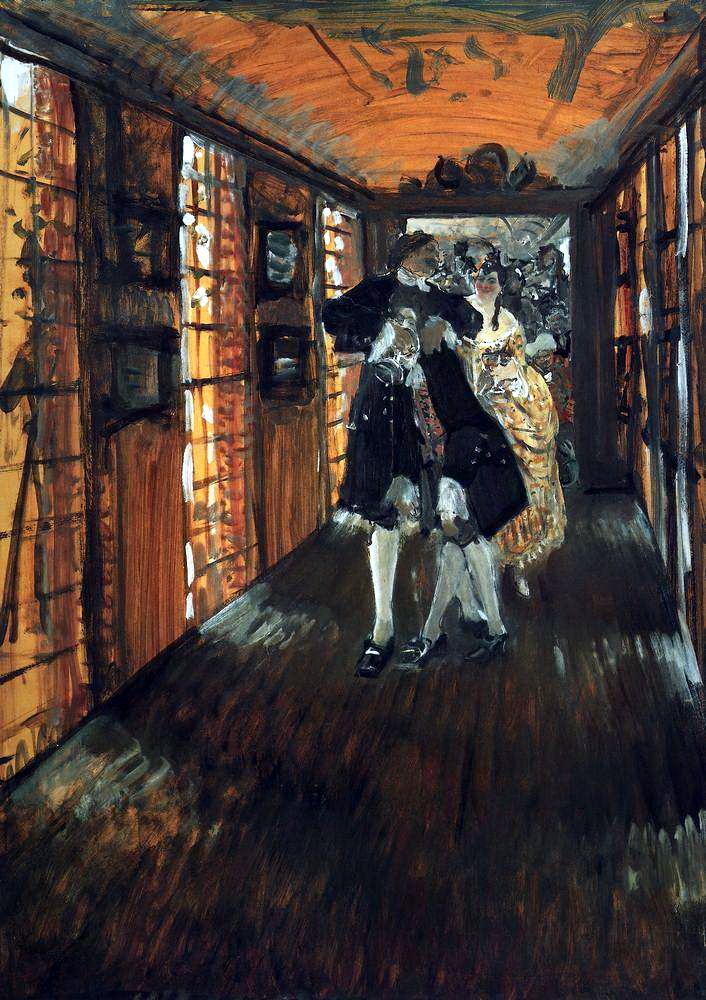
Виновный в нарушении этикета на ассамблее должен был осушить 1,5-литровый «кубок Большого орла». Этот момент изображён на эскизе В. Серова.

Брак Ягужинского с богатой и родовитой наследницей, Анной Фёдоровной Хитрово (1701—1733), состоявшийся при живом участии самого Петра I, оказался неудачным. Ягужинский, сопровождая императора, был часто в разъездах. Жена его, разлученная с детьми, жила в основном в Москве, где не могла похвалиться примерным поведением:

… убегала из дому и ночевала бог знает где, раз, между прочим, в избе своего же садовника, вела знакомство со многими дамами непотребными и подозрительными, бродила вне дома раздетая, скакала «сорокой», ворвалась в церковь, оскорбляла священнослужителя и метала на пол священные предметы.
В 1721 году на свадьбе Ю. Ю. Трубецкого произошла публичная ссора Ягужинского с женою, по церемониалу она должна была танцевать с мужем, но отказалась. Видевший её в 1722 году Берхгольц писал, что она почти никуда не выезжает и, живя в Петербурге, не выходит из дома, так как постоянно больна и страдает «меленколией».
Вскоре Анна Фёдоровна была помещена в один из московских монастырей, и Ягужинский, отчасти вследствие настояний Петра I, обратился в Синод с просьбою о расторжении брака «дабы мне более в таком бедственном и противном житии не продолжиться, наипаче же бы бедные мои малые дети от такой непотребной матери вовсе не пропали». Ягужинская оправдывалась, что «оные-де непотребства чинила она в беспамятстве своем и меланхолии, которая-де случилась в Петербурге в 1721 г., и в скорби да печали от разлучения с сожителем и детьми своими, от скуки и одиночества».
Это был один из первых в России бракоразводных процессов и, разумеется, он вызвал много толков. Валишевский утверждает, что ещё до начала развода Ягужинскому была подыскана видная собой невеста — одна из дочерей великого канцлера Головкина, именем Анна. Разрешение на развод последовало 21 августа 1723 года, а уже 10 ноября Петербург праздновал пышную свадьбу. По сведениям Бассевича, Ягужинский «настолько же был доволен своей второй супругой, насколько император своей».
По просьбе Ягужинского, его первая жена указом императрицы Екатерины I была заключена в Феодоровский монастырь «до конца дней своих», откуда пыталась бежать два раза, но была поймана. Умерла, прожив в монастыре десять лет, монахиней с именем Агафьи.

## Генерал-прокурор
С 22 января 1722 года — генерал-поручик. За четыре дня до того назначен первым в истории генерал-прокурором Правительствующего сената. В современной терминологии этому посту соответствует генеральный прокурор. В его обязанности была вменена борьба с казнокрадством:

И понеже сей чин — яко око наше и стряпчий о делах государственных, того ради надлежит верно поступать, ибо перво на нём взыскано будет.— Из указа Петра I о введении должности генерал-прокурора
По характеристике СИЭ, первый генерал-прокурор «отличался прямотой, честностью и неподкупностью, неутомимостью в работе». Известен случай, когда раздражённый всеобщим казнокрадством Пётр в Сенате потребовал принять закон, по которому каждый, кто украдёт у государства на сумму больше куска верёвки, будет на этой самой верёвке и повешен. Потрясённые сенаторы подавленно молчали. Наконец всемогущий генерал-прокурор П. И. Ягужинский, честный и обаятельный алкоголик, ответил царю, что тогда у Петра не останется ни одного подданного, потому что «мы все воруем, кто больше, кто меньше». Потрясённый этим вошедшим в историю России ответом царь не решился принять такой закон. Император неустанно отмечал заслуги Ягужинского.
В мае 1724 года при учреждении для коронации Екатерины I роты кавалергардов он был назначен её командиром с чином капитан-поручика (РБС, XXV, с.15). Получил в вечное владение Мишин остров в устье Невы. В 1720 году для Ягужинского по проекту Г. Маттарнови и Н. Гербеля на набережной Невы был выстроен каменный трёхэтажный дом.
В качестве генерал-прокурора Ягужинский служил противовесом могущественному князю Меншикову и несколько ограничивал его аппетиты. При дворе в Ягужинском видели «обличителя и врага всех тех личных и своекорыстных стремлений», которые были свойственны «птенцам Петровым». После вступления на престол Екатерины I генерал-прокурор стал открыто ссориться с упрочившим своё положение Меншиковым, по-прежнему не пропускал ни одной придворной попойки, а во время всенощной в Петропавловском соборе взывал о защите к гробу покойного императора, так что опасались, что он может «в припадке отчаяния наложить на себя руки»(РБС, том XXV, с.17).
После учреждения Верховного тайного совета и установления меншиковского всевластия Ягужинский покинул пост генерал-прокурора и был отправлен 3 августа 1726 полномочным министром при польском сейме в Гродно, где разбирался вопрос о курляндском престолонаследии. С 24 октября 1727 года — генерал-аншеф, хотя в армии уже давно не служил(РБС, том XXV, стр. 19).

## Конфликт с Остерманом

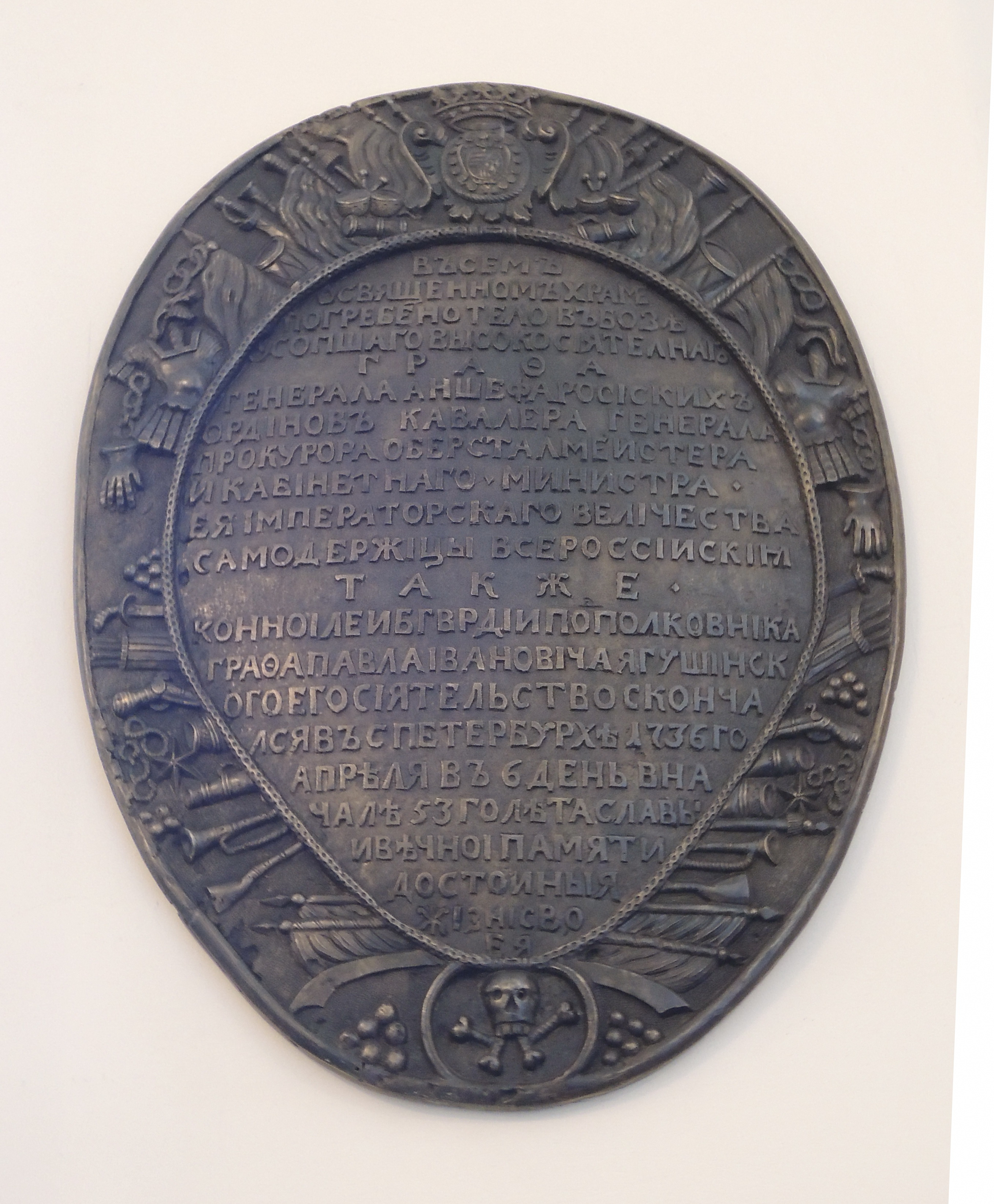
Надпись на могиле Ягужинского

В последующие правления обер-шталмейстер Ягужинский не без успеха лавировал между противоборствующими придворными группировками. В январе 1730 года участвовал в заговоре «верховников», но, разуверившись в его успехе, 20 января известил обо всём Анну Иоанновну, объяснив ей, что большинство дворян не желают ограничения её власти. 16 января 1730 года был арестован, но вскоре освобождён.
Анна Иоанновна сполна вознаградила ренегата. Указом императрицы 4 марта 1730 Ягужинский был назначен сенатором. В том же году (20 декабря) получил в подчинение богатый Сибирский приказ, из которого должен был получать жалованье «по рангу». С 31 декабря 1730 года — подполковник Лейб-Гвардии Конного полка. В период со 2 октября 1730 по 1731 год — генерал-прокурор Сената. По его инициативе был создан первый в России кадетский корпус. 19 января 1731 года удостоен титула графа.
Влиянию Ягужинского положила конец ссора с Остерманом. В тот день, когда праздновалось получение последним графского титула, Ягужинский выпил лишнего и принялся осыпать своего недруга грубой бранью, за что императрица лишь слегка пожурила его. Вице-канцлер, не забывший обиду, добился вскоре учреждения Кабинета министров и передачи этому органу основных правительственных функций. Ягужинский видел, что власть ускользает из его рук.

Повторились старые сцены: неприличные выходки, ссора, брань. Вновь подвергся бурным сценам Головкин. Ягужинский всюду где мог ругательски ругал немцев и, наконец, не только побранился и поссорился с Бироном, но и обнажил против него шпагу. Бирон ещё менее, чем Меншиков, склонен был переносить дикие выходки Ягужинского. Все считали его погибшим человеком и предполагали ссылку в Сибирь самым снисходительным наказанием, которого он может ожидать.— «Русский биографический словарь (Том XXV, стр.21-22)»

Императрица велела Ягужинскому покинуть свой двор и отправила его в очередную почётную ссылку — послом в Берлин. Заодно он был лишён придворной должности обер-шталмейстера (1732). Однако уже через два года Бирон, не имея средств побороть влияние Остермана, стал хлопотать о возвращении Ягужинского в Россию. Тот был 28 апреля 1735 года введён в состав Кабинета министров с возвращением должности обер-шталмейстера.
18.04.1735-06.04.1736 — кабинет-министр.

Бирон был в восторге от нового министра и верил ему во всем. Кабинеты иноземных государей предписывали своим министрам искать милостей Ягужинского. Дружбой с ним гордились послы, а князь Радзивилл искал руки его дочери. Ягужинский ставил дело так, что или сломит Остермана, или сам пропадет. Он уже забирал в руки свою былую власть. Его приговоров и решений особенно боялись высшие чиновники государства, потому что они, при безукоризненной справедливости, всегда были очень строги и быстро приводились в исполнение. Современники с вниманием и интересом следили за ростом могущества Ягужинского и ждали, когда начнется между ним и Остерманом схватка за власть. — «Русский биографический словарь (Том XXV, стр. 22-23)»
Здоровье Ягужинского было уже давно расшатано, причём не столько той напряженной жизнью и непомерной работой, которую он нёс без отдыха много лет, сколько кутежами и всякими излишествами. При его 52-х годах и подагре ему следовало бы вести более скромный образ жизни. Но он не унимался, неизменно посещал балы и пирушки, где пил не отставая от других. В январе 1736 года заболел лихорадкой, которая осложнялась приступами подагры, и в апреле того же года умер. Похоронен в Благовещенской церкви Александро-Невской лавры. Его вдова вторым браком вышла замуж за дипломата М. П. Бестужева-Рюмина. В 1743 г. по лопухинскому делу прилюдно высечена кнутом и отправлена в якутскую ссылку.

## Отзывы современников
В своих записках испанский посол герцог Лирийский сообщает о нём:

Родом поляк и очень низкого происхождения, пришед в Россию в молодых очень летах, он принял русскую веру и так понравился Петру I, что сей государь любил его нежно до самой своей смерти. Он не слишком много знал военное дело, да и сам не скрывал этого, но был человек умный, способный, смелый и решительный. Полюбив кого один раз, он оставался ему искренним другом, а если делался врагом, то явным. Говорили, будто он лжив, но я не заметил в нём этого порока. Решась на что-либо, он был тверд в исполнении оного и к государям своим был весьма привязан. Но если случалось ему выпить лишний стакан вина, то он мог наделать множество глупостей; однако же после, оставив эту дурную привычку, он сделался совсем другим. Словом, это был один из способнейших людей в России.— 
Супруга британского генерального консула в России леди Рондо писала о Ягужинском:

Другой кабинет-министр — граф Ягужинский. Его (…) черты лица неправильны, но очень величественны, живы и выразительны. Он высок и хорошо сложен. Манеры его небрежны и непринужденны, что в другом человеке воспринималось бы как недостаток воспитания, а в нем столь естественно (…). Каждое его движение кажется случайным, (но) он преисполнен достоинства, и привлекает к себе все взоры даже в очень большом собрании, словно является в нем центральной фигурой. 
У него тонкий ум и тонкие суждения, а живость, так ясно читаемая на лице, присуща всему его характеру, поэтому за день он успевает сделать больше, чем большинство других — за неделю. Если кто-нибудь просит его покровительства, а он имеет вескую причину для отказа, то прямо говорит, что не станет этого делать потому-то и потому-то. Если же сомневается, то назначает время для ответа, а тогда говорит «помогу» или «не могу помочь» и по какой причине. Пообещав выполнить просьбу, он скорее умрет, чем нарушит данное слово. Он всегда без лести высказывает высокопоставленным особам свое мнение (…) Подобное в этой стране столь опасно, что это заставляет его друзей постоянно дрожать за него.
— Леди Рондо. Письма дамы, прожившей несколько лет в России, к её приятельнице в Англию. Письмо 30.

## Награды
- Орден Св. Андрея Первозванного (11.07.1724)
- Орден Святого Александра Невского (30.08.1725)[16].

## Семья

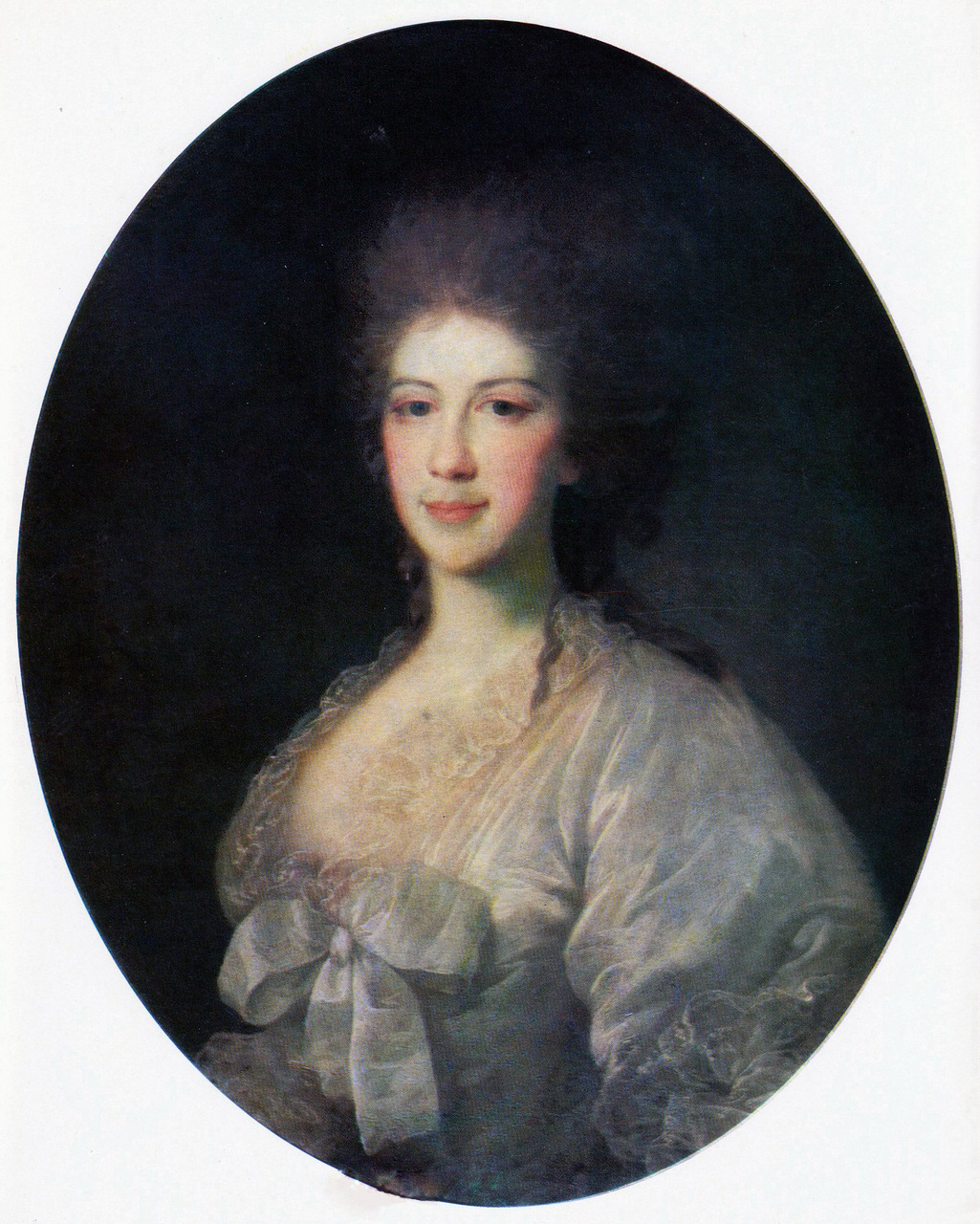
Графиня Прасковья Ягужинская, в браке княгиня Гагарина

1. жена с 1710 года Анна Фёдоровна Хитрово (ум. 30.07.1733), единственная дочь стольника Фёдора Александровича Хитрово (ум. 1703), внучка А. С. Хитрово, человека богатого и влиятельного. Разведены в 1723. В браке имели детей:
  - NN Павлович (ум. 09.08.1724), в 1723 году был отправлен отцом для обучения в Германию, где и умер.
  - Екатерина Павловна (1713/14—1738), с 1730 года замужем за В. А. Лопухиным (1711—1757).
  - Наталья Павловна (1716—1786), была замужем за генерал-поручиком Федором Ивановичем Головиным (1704—1758).
  - Прасковья Павловна (171.—1775), с 1738 года замужем за сенатором князем С. В. Гагариным (1713—1782). В 1743 году она была с мужем замешана в известное Лопухинское дело, что, однако, не имело для них дурных последствий, их спасло незнание немецкого языка, хотя при них и происходили все разговоры.
2. жена с 10 ноября 1723 года Анна Гавриловна Головкина (170.—1751), фрейлина, дочь канцлера графа Г. И. Головкина. Имели сына и трёх дочерей[13].
  - Анастасия Павловна (1724 — ?)
  - Сергей Павлович (1731—1806), дослужился до генерал-поручика, был женат первым браком на Анастасии Ивановне Шуваловой, сестре И. И. Шувалова; вторым на Варваре Николаевне Салтыковой (1749—1843), умер не оставив наследников.
  - Мария Павловна (1732—1755), фрейлина, 14 Февраля 1748 года была обвенчана с гофмаршалом двора графом Андреем Михайловичем Ефимовским (1717—1767).
  - Анна Павловна (1733—1801), фрейлина, с 1754 года супруга графа П. Ф. Апраксина, позднее приняла монашество под именем Августы.

## Художественные образы
- Юрий Тынянов («Восковая персона», 1930)
- Виктор Добровольский («Пётр Первый», 1937)
- Олег Табаков («Сказ про то, как царь Пётр арапа женил», 1976)
- Вячеслав Гришечкин (Цикл фильмов «Тайны дворцовых переворотов», 2000—2008)
- Александр Збруев («Шут Балакирев», 2002)
- Валерий Соловьёв («Пётр Первый. Завещание», 2011)
- Арсений Миронов («Хронавтика», 2012)

## Критика
Историк и генеалог А. Б. Лобанов-Ростовский в своей Родословной книге отмечает, что первой женой Павла Ивановича была Анна Фёдоровна Аш, с которой он развёлся (май 1722) и она была заключена в один из московских монастырей и совсем не упоминает о жене Анне Фёдоровне Хитрово.

## Увековечение памяти

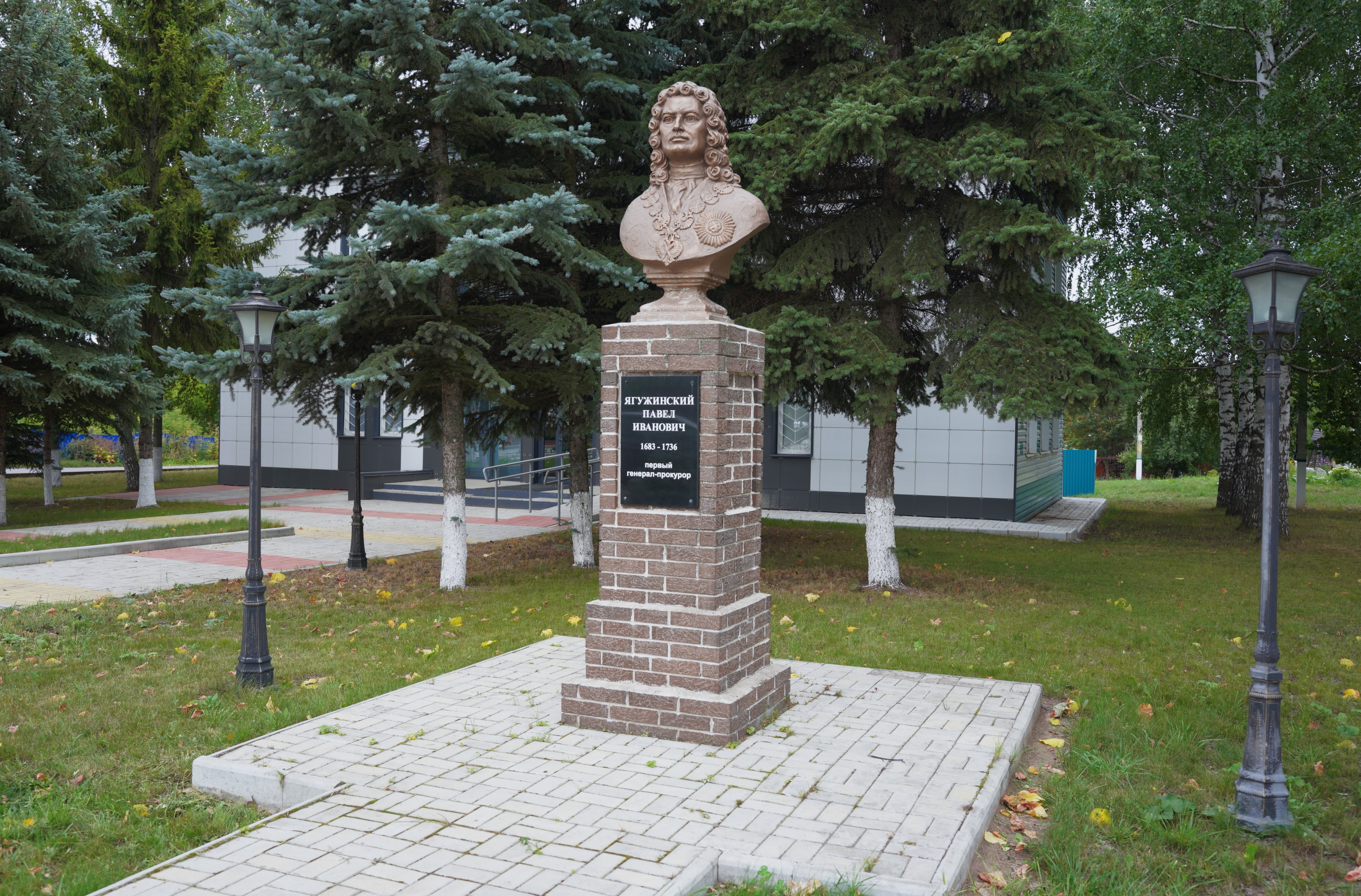
Памятник-бюст П. И. Ягужинскому в Кукморе

### Памятники (скульптуры и барельефы)
В России по инициативе органов прокуратуры установлено несколько памятников-бюстов П. И. Ягужинскому, в которых он увековечен как первый в истории страны генерал-прокурор.
В 2016 году памятник-бюст П. И. Ягужинскому открыт в Кукморе (Татарстан), перед зданием прокуратуры Кукморского района.
В рамках празднования 300-летия российской прокуратуры (1722—2022) памятники-бюсты первому российскому генерал-прокурору были установлены:
- в 2021 году — в Кропоткине (Краснодарский край)[22];
- в 2021 году — в Алексеевке (Белгородская область)[23];
- в 2022 году — в Иваново, перед зданием областной прокуратуры (автор скульптуры — ивановский скульптор Игорь Бычков)[24];
- в 2022 году — в Старом Осколе (Белгородская область), в Театральном сквере[25].

В 2023 году памятник-бюст П. И. Ягужинскому открыт в Екатеринбурге, у здания областной прокуратуры.
Наряду с другими лицами, образ П. И. Ягужинского увековечен в галерее бронзовых барельефов «Следователи и организаторы следствия эпохи правления Петра I», расположенной в административном здании Следственного комитета Российской Федерации по адресу: г. Москва, Технический пер., д. 2, стр. 1 (автор — А. Д. Чебаненко, художник Студии военных художников имени М.Б. Грекова). Открытие галереи состоялось 13 января 2023 г., в день празднования 12-й годовщины образования независимого следственного органа — Следственного комитета Российской Федерации.

### Топонимика
Именем Павла Ягужинского названы:
- в 2021 году — сквер в Приозерске (Ленинградская область)[27];
- в 2022 году — улица в Калуге[28].

### Печатная продукция
Портреты П. И. Ягужинского размещены на продукции АО «Марка»: 
- на почтовой марке Почты России, выпущенной в 2014 году в серии «Выдающиеся юристы России»;
- на почтовом блоке Почты России «300 лет Прокуратуре России», выпущенном в 2021 году[29];
- на почтовой открытке в серии «Следователи и организаторы следствия эпохи правления Петра I» (художник — И. О. Муротьян), выпущенной в 2022 году[30].

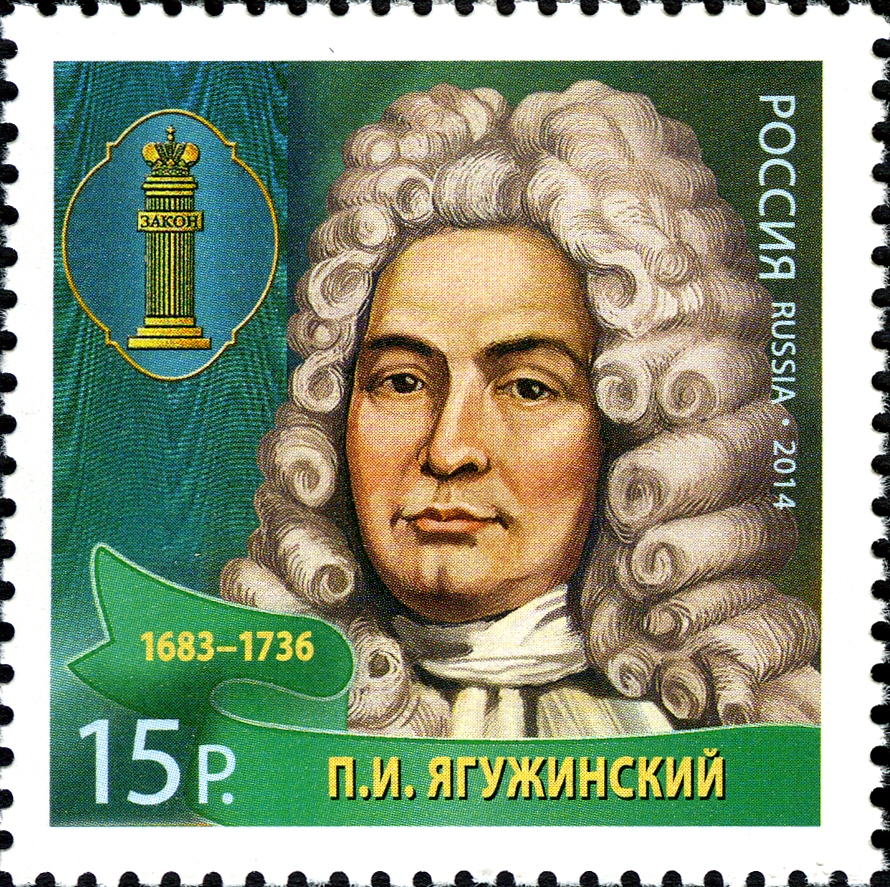
Почтовая марка с портретом П. И. Ягужинского 2014 года
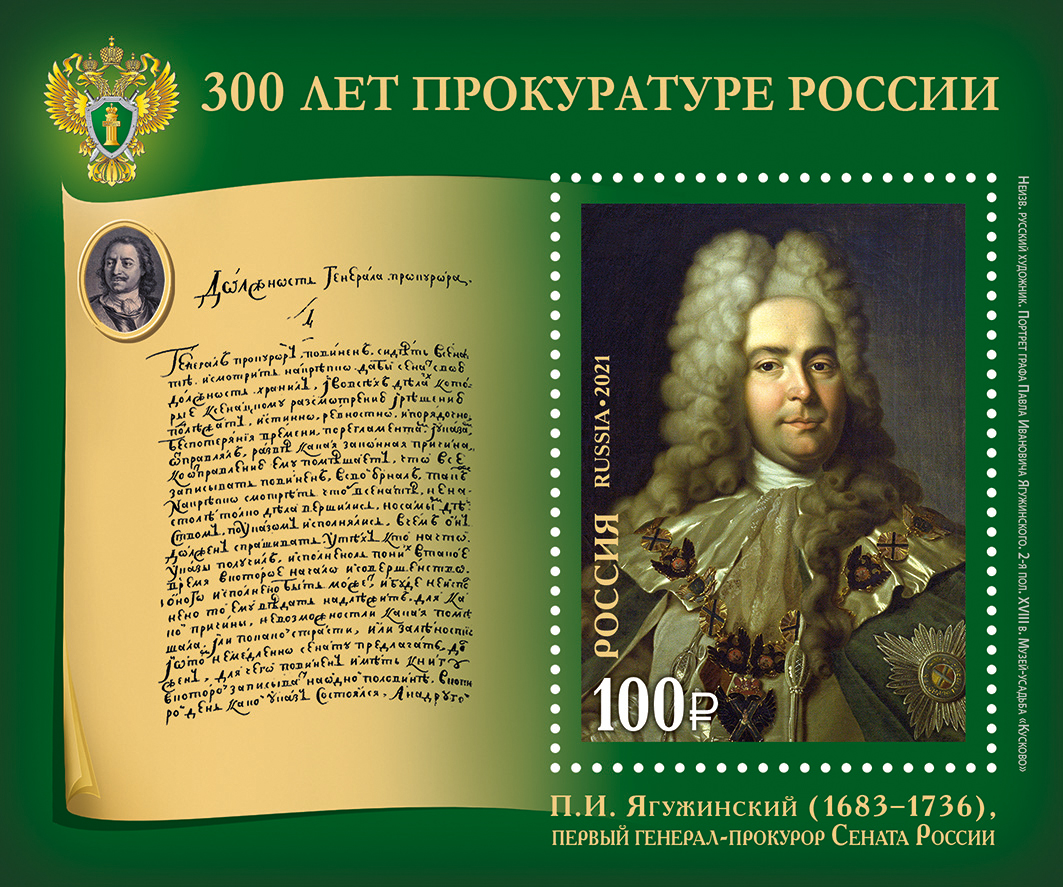
Почтовый блок «300 лет Прокуратуре России» 2021 года